# OQ-15靶機
OQ-15是一款於二戰（末期）研製的一款無人靶機。1945年初，OQ-15建造完成並由美國陸軍航空軍進行測試，但最終僅製造了五架原型機。
OQ-15的設計規格要求與OQ-17相同（競爭關係），因此兩者的許多數據十分相似。